# Microregiunea Gyöngyös
Microregiunea Gyöngyös (în maghiară Gyöngyösi kistérség) a fost o microregiune statistică (kistérség) din județul Heves, Ungaria.
Cu o populație de 74.607 locuitori și o suprafață de 750,78 km2, aceasta a existat până în 2014, când în Ungaria, microregiunile ”kistérségek” au fost înlocuite de districte (járások).